# Évolution du collège épiscopal français en 2017
Liste des évêques français
- 2013
- 2014
- 2015
- 2016
- 2017
- 2018
- 2019
- 2020
- 2021

Cette page a pour but de présenter les évolutions intervenues dans le collège épiscopal français au cours de l'année 2017, la situation des évêques des diocèses de France métropolitaine et d'outre-mer, ainsi que celle des évêques français exerçant pour la curie romaine ou pour des diocèses étrangers au 31 décembre 2017.

## Évolution du1erjanvier au 31 décembre 2017
L'année 2017 aura été marquée en particulier par les nominations des nouveaux archevêques de Strasbourg et de Paris, par la disparition du cardinal Bernard Panafieu et par la démission sur fond de scandale de Mgr Hervé Gaschignard.
| Date              | Événement                                                       | Titre                                                |
| ----------------- | --------------------------------------------------------------- | ---------------------------------------------------- |
| 11 janvier 2017   | Mort de Robert Sarrabère                                        | Évêque émérite d'Aire et Dax                         |
| 12 février 2017   | Mort d'Albert Malbois                                           | Évêque émérite d'Évry-Corbeil-Essonnes               |
| 18 février 2017   | Retrait de Jean-Pierre Grallet                                  | Archevêque émérite de Strasbourg                     |
| 18 février 2017   | Nomination de Luc Ravel                                         | Archevêque de Strasbourg                             |
| 18 février 2017   | Ordination épiscopale et installation de Jean-Pierre Cottanceau | Archevêque de Papeete                                |
| 22 février 2017   | Retrait de Gérard Coliche                                       | Évêque auxiliaire émérite de Lille                   |
| 22 février 2017   | Nomination d'Antoine Hérouard                                   | Évêque auxiliaire de Lille                           |
| 12 mars 2017      | Mort de Jacques Fihey                                           | Évêque émérite de Coutances et Avranches             |
| 16 mars 2017      | Retrait de Claude Rault                                         | Évêque émérite de Laghouat-Ghardaïa (Algérie)        |
| 2 avril 2017      | Installation de Luc Ravel                                       | Archevêque de Strasbourg                             |
| 6 avril 2017      | Démission d'Hervé Gaschignard                                   | Évêque émérite d'Aire et Dax                         |
| 8 avril 2017      | Retrait de Jean-Michel Di Falco                                 | Évêque émérite de Gap                                |
| 8 avril 2017      | Nomination de Xavier Malle                                      | Évêque de Gap                                        |
| 13 avril 2017     | Mort de Georges Rol                                             | Évêque émérite d'Angoulême                           |
| 30 avril 2017     | Ordination épiscopale et installation d'Antoine Hérouard        | Évêque auxiliaire de Lille                           |
| 11 mai 2017       | Nomination de Pierre-Antoine Bozo                               | Évêque de Limoges                                    |
| 23 mai 2017       | Mort de Olivier de Berranger                                    | Évêque émérite de Saint-Denis                        |
| 11 juin 2017      | Ordination épiscopale et installation de Xavier Malle           | Évêque de Gap                                        |
| 28 juin 2017      | Nomination d'Antoine de Romanet                                 | Évêque aux Armées                                    |
| 25 juillet 2017   | Mort de Jean Zévaco                                             | Évêque émérite de Tôlagnaro (de) (Madagascar)        |
| 1er août 2017     | Retrait de Michel Dubost                                        | Évêque émérite d'Évry-Corbeil-Essonnes               |
| 1er août 2017     | Nomination de Michel Pansard                                    | Évêque d'Évry-Corbeil-Essonnes                       |
| 27 août 2017      | Mort de Maurice Marie-Sainte                                    | Archevêque émérite de Saint-Pierre et Fort-de-France |
| 3 septembre 2017  | Ordination épiscopale et installation de Pierre-Antoine Bozo    | Évêque de Limoges                                    |
| 10 septembre 2017 | Ordination épiscopale et installation de Antoine de Romanet     | Évêque aux Armées                                    |
| 14 septembre 2017 | Mort de Marcel Herriot                                          | Evêque émérite de Soissons                           |
| 27 septembre 2017 | Mort d'Edmond Abelé                                             | Evêque émérite de Digne                              |
| 1er octobre 2017  | Installation de Michel Pansard                                  | Évêque d'Évry-Corbeil-Essonnes                       |
| 2 octobre 2017    | Mort de Marcel Perrier                                          | Evêque émérite de Pamiers                            |
| 12 octobre 2017   | Démission d'Alain Castet                                        | Evêque émérite de Luçon                              |
| 22 octobre 2017   | Mort de Geraldo Verdier.                                        | Evêque émérite de Guajara-Mirim (Brésil)             |
| 12 novembre 2017  | Mort du cardinal Bernard Panafieu.                              | Archevêque émérite de Marseille                      |
| 15 novembre 2017  | Nomination de Nicolas Souchu.                                   | Évêque d'Aire et Dax                                 |
| 7 décembre 2017   | Démission du cardinal André Vingt-Trois.                        | Archevêque émérite de Paris                          |
| 7 décembre 2017   | Nomination de Michel Aupetit                                    | Archevêque de Paris                                  |
| 17 décembre 2017  | Installation de Nicolas Souchu                                  | Évêque d'Aire et Dax                                 |
| 29 décembre 2017  | Retrait de Vincent Landel                                       | Archevêque émérite de Rabat (Maroc)                  |

Soit pour l'année 2017 :
- Huit nominations dont
  - Quatre nominations de nouveaux évêques en France
  - Quatre transferts d'évêque
- Cinq ordinations épiscopales
- Neuf départs en retraite ou démissions
- Douze décès

## Situation des évêques français au 31 décembre 2017

### France métropolitaine
- Agen : Hubert Herbreteau
- Aire et Dax : Nicolas Souchu, Hervé Gaschignard évêque émérite et démissionnaire, Philippe Breton évêque émérite
- Aix-en-Provence et Arles : Christophe Dufour, Claude Feidt archevêque émérite
- Ajaccio : Olivier de Germay
- Albi, Castres et Lavaur : Jean Legrez
- Amiens : Olivier Leborgne, François Bussini évêque émérite, Jacques Noyer évêque émérite
- Angers : Emmanuel Delmas, Jean-Louis Bruguès évêque émérite, archevêque par titre, Jean Orchampt évêque émérite
- Angoulême : Hervé Gosselin, Claude Dagens évêque émérite
- Annecy : Yves Boivineau
- Arras, Boulogne sur Mer et Saint Omer : Jean-Paul Jaeger
- Auch, Condom, Lectoure et Lombez : Maurice Gardès, Maurice Fréchard archevêque émérite
- Autun, Chalon et Mâcon : Benoît Rivière, Raymond Séguy évêque émérite
- Avignon : Jean-Pierre Cattenoz
- Bayeux et Lisieux : Jean-Claude Boulanger, Pierre Pican évêque émérite
- Bayonne, Lescar et Oloron : Marc Aillet, Pierre Molères évêque émérite
- Beauvais, Noyon et Senlis : Jacques Benoit-Gonnin
- Belfort-Montbéliard : Dominique Blanchet, Claude Schockert évêque émérite
- Belley-Ars : Pascal Roland, Guy Bagnard évêque émérite
- Besançon : Jean-Luc Bouilleret
- Blois : Jean-Pierre Batut, Maurice de Germiny évêque émérite
- Bordeaux et Bazas : cardinal Jean-Pierre Ricard, Bertrand Lacombe évêque auxiliaire.
- Bourges : Armand Maillard, Hubert Barbier archevêque émérite, Pierre Plateau archevêque émérite
- Cahors : Laurent Camiade
- Cambrai : François Garnier
- Carcassonne et Narbonne : Alain Planet, Jacques Despierre évêque émérite
- Châlons-en-Champagne : François Touvet, Gilbert Louis évêque émérite
- Chambéry, Maurienne et Tarentaise : Philippe Ballot
- Chartres : vacant
- Clermont : François Kalist, Hippolyte Simon archevêque émérite
- Coutances et Avranches : Laurent Le Boulc'h
- Créteil : Michel Santier, Daniel Labille évêque émérite
- Digne-les-Bains, Riez et Sisteron : Jean-Philippe Nault, François-Xavier Loizeau évêque émérite
- Dijon : Roland Minnerath
- Évreux : Christian Nourrichard, Jacques David évêque émérite
- Évry-Corbeil-Essonnes : Michel Pansard, Michel Dubost évêque émérite, Guy Herbulot évêque émérite
- Fréjus et Toulon : Dominique Rey
- Gap et Embrun : Xavier Malle, Jean-Michel di Falco évêque émérite
- Grenoble et Vienne : Guy de Kerimel
- Langres : Joseph de Metz-Noblat, Philippe Gueneley évêque émérite
- La Rochelle et Saintes : Georges Colomb, Bernard Housset évêque émérite
- Laval : Thierry Scherrer
- Le Havre : Jean-Luc Brunin, Michel Guyard évêque émérite
- Le Mans : Yves Le Saux
- Le Puy-en-Velay : Luc Crepy
- Lille : Laurent Ulrich, Antoine Hérouard évêque auxiliaire, Gérard Defois évêque émérite, Gérard Coliche évêque auxiliaire émérite
- Limoges : Pierre-Antoine Bozo
- Luçon : vacant, Alain Castet évêque émérite
- Lyon : Cardinal Philippe Barbarin, Patrick Le Gal évêque auxiliaire, Emmanuel Gobilliard évêque auxiliaire
- Marseille : Georges Pontier, Jean-Marc Aveline évêque auxiliaire
- Meaux : Jean-Yves Nahmias, Albert-Marie de Monléon évêque émérite, Yves Bescond évêque auxiliaire émérite
- Mende : François Jacolin, Paul Bertrand évêque émérite
- Metz : Jean-Christophe Lagleize, Pierre Raffin évêque émérite
- Montauban : Bernard Ginoux, Jacques de Saint-Blanquat évêque émérite
- Montpellier, Lodève, Béziers, Agde et Saint Pons de Thomières : Pierre-Marie Carré, Guy Thomazeau, archevêque émérite, Claude Azéma évêque auxiliaire
- Moulins : Laurent Percerou
- Nancy-Toul : Jean-Louis Papin
- Nanterre : Vacant, Gérard Daucourt évêque émérite, François Favreau évêque émérite
- Nantes : Jean-Paul James, Georges Soubrier évêque émérite
- Nevers : Thierry Brac de La Perrière
- Nice : André Marceau, Louis Sankalé évêque émérite, Jean Bonfils évêque émérite
- Nîmes, Uzès et Alès : Robert Wattebled
- Orléans : Jacques Blaquart, André Fort évêque émérite
- Pamiers, Couserans et Mirepoix : Jean-Marc Eychenne
- Paris : Michel Aupetit, Jérôme Beau évêque auxiliaire, Eric de Moulins-Beaufort évêque auxiliaire, Denis Jachiet évêque auxiliaire, Thibault Verny évêque auxiliaire, Cardinal André Vingt-Trois archevêque émérite .
- Périgueux et Sarlat : Philippe Mousset, Michel Mouïsse évêque émérite
- Perpignan-Elne : Norbert Turini
- Poitiers : Pascal Wintzer, Albert Rouet archevêque émérite
- Pontoise : Stanislas Lalanne
- Quimper, Cornouailles et Léon : Laurent Dognin, Jean-Marie Le Vert évêque émérite
- Reims : Thierry Jordan, Bruno Feillet évêque auxiliaire, Joseph Boishu évêque auxiliaire émérite.
- Rennes, Dol et Saint Malo : Pierre d'Ornellas
- Rodez et Vabres : François Fonlupt
- Rouen : Dominique Lebrun, Jean-Charles Descubes archevêque émérite
- Saint-Brieuc et Tréguier : Denis Moutel, Lucien Fruchaud évêque émérite
- Saint-Claude : Vincent Jordy
- Saint-Denis : Pascal Delannoy
- Saint-Dié : Didier Berthet, Jean-Paul Mathieu évêque émérite, Paul-Marie Guillaume évêque émérite
- Saint-Étienne : Sylvain Bataille
- Saint-Flour : Bruno Grua, René Séjourné évêque émérite
- Séez : Jacques Habert
- Sens et Auxerre : Hervé Giraud, Yves Patenôtre archevêque émérite, Georges Gilson archevêque émérite
- Soissons, Laon et Saint-Quentin : Renauld de Dinechin
- Strasbourg : Luc Ravel, Christian Kratz évêque auxiliaire, Vincent Dollmann, évêque auxiliaire, Joseph Doré archevêque émérite, Jean-Pierre Grallet archevêque émérite
- Tarbes et Lourdes : Nicolas Brouwet, Jacques Perrier évêque émérite
- Toulouse, Saint Bertrand de Comminges et Rieux : Robert Le Gall, Émile Marcus archevêque émérite
- Tours : Bernard-Nicolas Aubertin
- Troyes : Marc Stenger
- Tulle : Francis Bestion, Bernard Charrier évêque émérite
- Valence, Die et Saint-Paul-Trois-Châteaux : Pierre-Yves Michel, Didier-Léon Marchand évêque émérite
- Vannes : Raymond Centène, François-Mathurin Gourvès évêque émérite
- Verdun : Jean-Paul Gusching, François Maupu évêque émérite
- Versailles : Éric Aumonier, Jean-Charles Thomas évêque émérite
- Viviers : Jean-Louis Balsa, François Blondel évêque émérite

- Diocèse aux Armées françaises : Antoine de Romanet
- Mission de France : Hervé Giraud, Yves Patenôtre prélat émérite, Georges Gilson prélat émérite.

### France d'outre-mer
- Basse-Terre et Pointe-à-Pitre : Jean-Yves Riocreux, Ernest Cabo évêque émérite
- Cayenne : Emmanuel Lafont
- Saint-Pierre et Fort-de-France : David Macaire, Michel Méranville archevêque émérite
- Taiohae (ou Tefenuaenata) (Îles Marquises) : Pascal Chang-Soi, Guy Chevalier évêque émérite
- Îles Wallis-et-Futuna : Ghislain de Rasilly
- Nouméa : Michel-Marie Calvet
- Papeete : Jean-Pierre Cottanceau, Hubert Coppenrath, archevêque émérite
- Saint-Denis de La Réunion : Gilbert Aubry
- Saint-Pierre et Miquelon : Pierre Gaschy, vicaire apostolique Lucien Fischer, vicaire apostolique émérite.

### Églises orientales en France
- Éparchie de Sainte-Croix de Paris des Arméniens catholiques de France : Jean Teyrouz
- Éparchie Notre-Dame du Liban de Paris des Maronites: Nasser Gemayel
- Éparchie Saint Vladimir le Grand de Paris des Ukrainiens : Borys Gudziak
- Ordinariat de France des catholiques orientaux : cardinal André Vingt-Trois

### Au service du Saint-Siège
Plusieurs évêques français exercent des fonctions dans les services diplomatiques du Saint-Siège ou dans les différents organismes de la Curie romaine.
- Tribunal suprême de la signature apostolique : cardinal Dominique Mamberti préfet
- Conseil pontifical pour le dialogue inter-religieux : cardinal Jean-Louis Tauran président
- Archives secrètes du Vatican et Bibliothèque apostolique vaticane : Jean-Louis Bruguès archiviste et bibliothécaire
- Congrégation pour le clergé : Joël Mercier, secrétaire
- Conseil pontifical « Justice et Paix » : cardinal Roger Etchegaray président émérite
- Conseil pontifical pour la culture : cardinal Paul Poupard président émérite
- Nonciature au Ghana : Jean-Marie Speich, nonce
- Nonciature au Guatemala : Nicolas Thevenin, nonce
- Nonciature aux États-Unis : Christophe Pierre nonce
- Nonciature près l'Union européenne : Alain Lebeaupin nonce
- Service diplomatique : François Bacqué nonce apostolique émérite, Jean-Paul Gobel nonce apostolique émérite, André Dupuy nonce apostolique émérite
- Institut biblique pontifical: cardinal Albert Vanhoye, SJ, professeur émérite d'écritures saintes.
- Ordre souverain de Malte : Jean Laffitte prélat

### Au service de diocèses étrangers

#### Afrique
- Algérie - Alger : Paul Desfarges, SJ, archevêque; Henri Teissier archevêque émérite
- Algérie - Constantine : Gabriel Piroird, Inst. Prado, évêque émérite
- Algérie - Laghouat : Claude Rault, M.Afr, évêque émérite
- Algérie - Oran : Jean-Paul Vesco, OP, évêque, Alphonse Georger, évêque émérite
- République du Congo - Impfondo : Jean Gardin, CSSp, évêque
- République du Congo - Ouesso : Yves Monot, CSSp, évêque
- Djibouti - Djibouti : Georges Perron, OFM. Cap, évêque émérite
- Gabon - Makokou : Joseph Koerber, CSSp, vicaire apostolique
- Gabon - Mouila (en) : Dominique Bonnet, CSSp, évêque émérite
- Maroc - Rabat : Vincent Landel, SCJ Béth, archevêque émérite
- Niger - Niamey : Michel Cartatéguy, SMA, archevêque émérite; Guy Romano, CSsR, évêque émérite
- Tchad - Mongo : Henri Coudray, SJ, vicaire apostolique
- Tchad - N'Djaména : Charles Vandame, SJ, archevêque émérite
- Tchad - Pala : Georges-Hilaire Dupont, OMI, évêque émérite

#### Amérique du Sud
- Brésil - Santissima Conceição do Araguaia : Dominique You, évêque
- Brésil - Viana (en) : Xavier de Maupeou, évêque émérite

#### Asie - Océanie
- Cambodge - Phnom-Penh : Olivier Schmitthaeusler, MEP, vicaire apostolique; Yves Ramousse, MEP, vicaire apostolique émérite
- Corée du Sud - Andong : René Dupont, MEP, évêque émérite
- Laos - Savannakhet : Pierre Bach, MEP, vicaire apostolique émérite
- Papouasie-Nouvelle-Guinée - Kerema (en) : Paul Marx, MSC, évêque émérite

#### Europe
- Estonie - Administration apostolique d'Estonie : Philippe Jourdan, administrateur apostolique
- Monaco - Monaco : Bernard Barsi, archevêque
- Turquie - Istanbul : Louis Pelâtre, AA, vicaire apostolique émérite

### Autres situations
- Jacques Gaillot, évêque titulaire de Partenia.
- Bernard Tissier de Mallerais, évêque de la Fraternité sacerdotale Saint-Pie-X.
- Jean-Michel Faure, évêque de l'Union sacerdotale Marcel-Lefebvre (excommunié).